# Daughters of Today
Pour plus de détails, voir Fiche technique et Distribution.
Daughters of Today est un film américain réalisé par Rollin S. Sturgeon, sorti en 1924.

## Synopsis
Leigh, le père de Lois Whittall, s'intéresse à une charmante jeune femme. Lois et ses amis d'université sont de sortie et rencontrent en chemin Mabel Vandegrift, une jeune femme de la campagne élevée avec sévérité par ses parents. Leur fête au bord de la route se termine par un bain de minuit. Les jeunes gens s'enfuient à cause de villageois indignés, et ont un accident de voiture. Lois et Mabel se retrouvent alors mêlées à une affaire de meurtre. Finalement, tout s'arrange et les deux jeunes femmes trouvent le bonheur auprès de leurs amants respectifs.

## Fiche technique
- Réalisation : Rollin S. Sturgeon
- Scénario : Lucien Hubbard
- Photographie : Milton Moore
- Production : Sturgeon-Hubbard Company
- Genre : Mélodrame[2]
- Distributeur : Selznick Distributing Corporation
- Durée : 81 minutes
- Date de sortie : 2 février 1924

## Distribution

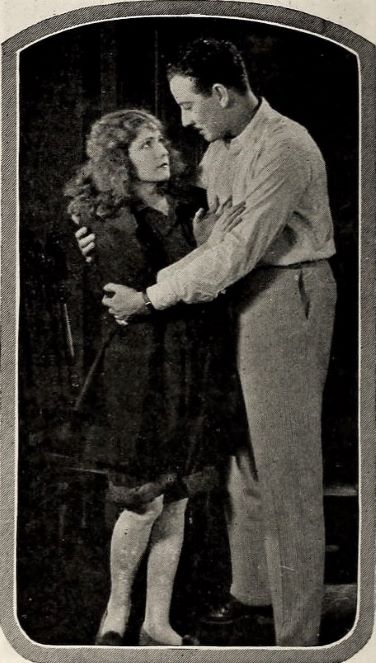
Edna Murphy et Philo McCullough.

- Patsy Ruth Miller : Lois Whittall
- Ralph Graves : Ralph Adams
- Edna Murphy : Mabel Vandegrift
- Edward Hearn : Peter Farnham
- Philo McCullough : Reggy Adams
- George Nichols : Dirk Vandegrift
- Gertrude Claire : Ma Vandegrift
- Phillips Smalley : Leigh Whittall
- Zasu Pitts : Lorena
- Henry Hebert : Calnan
- Fontaine La Rue : Mrs. Mantell
- Truman Van Dyke : Dick
- Dorothy Wood : Flo
- Marjorie Bonner : Maisie